# Харадрими
Харадрими се наричат хората живеещи в пустинната земя Харад. Те са наричани още Мъжете от Харад или Хората от Харад. Известни със своята гордост и войнолюбивост харадримите в южните краища на Средната земя били враг на Гондор от древни времена. Те водели номадски начин на живот.

## Военна техника
Харадримите били доста примитивни но били изкусни бойци. правели брони, оръжия и атрибути от бамбук, който намирали в Южен Харад. Харадримите всявали ужас сред враговете си със своите слоноподобни създания Мумакил. Те били огромни и сеели разруха.

## Ръководство
Храдримите били много и различни по обичаи и начин племена имащи много вождове или както са по известни Царе на Харад (харадримски царе). През Третата епоха те всички се подчиняват на Саурон. Като изключим обаче Саурон преди да минат на негова страна те били избрали Саладан за велик цар и той ги управлявал доста години.